# Kem vani

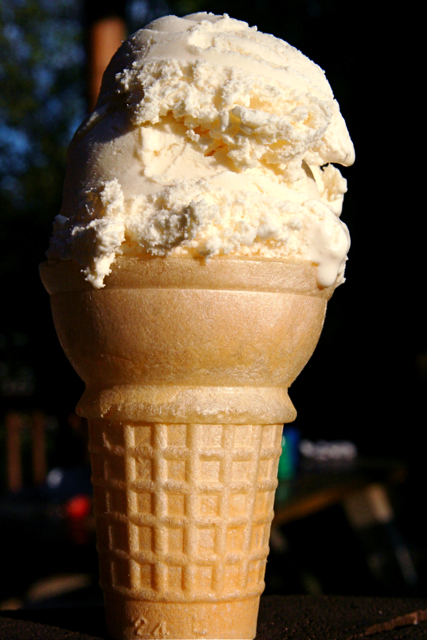
Kem vani trên bánh ốc quế

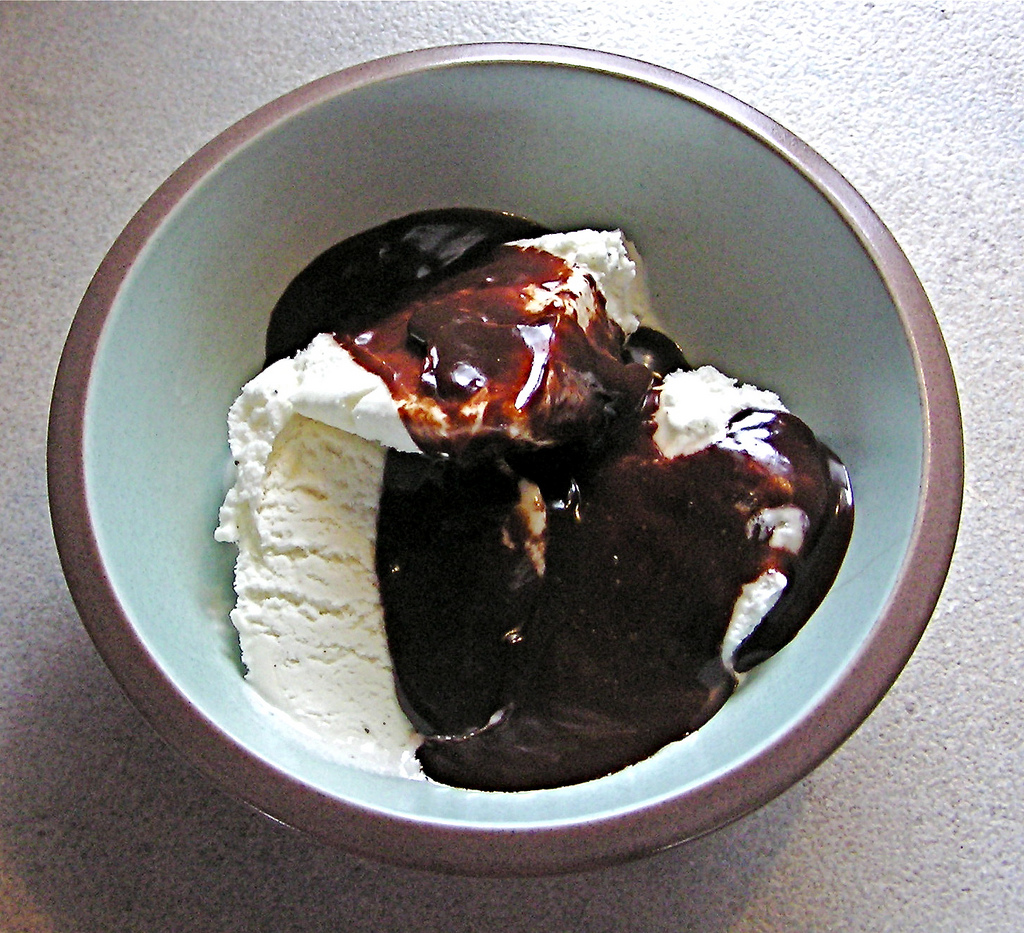
Dame blanche (tráng miệng)

Kem vani là loại kem lạnh sử dụng vani làm hương vị, đặc biệt là ở Bắc Mỹ và châu Âu. Kem vani, giống như các hương vị kem khác, ban đầu được tạo ra bằng cách làm lạnh hỗn hợp làm từ kem, đường và vani bên trên một hộp đựng đá và muối. Loại vani được sử dụng để làm hương vị kem ở các địa phương khác nhau. Ở Bắc Mỹ và châu Âu, người tiêu dùng quan tâm đến hương vị khói nổi bật hơn, trong khi ở Ireland họ muốn có hương vị giống như cây hồi. Để tạo độ đặc mịn của kem, thỉnh thoảng hỗn hợp phải được khuấy và sau đó đặt trở lại thùng chứa đá và muối để tiếp tục quá trình đông cứng. Theo Iced: 180 Very Cool Concoctions, nhiều người thường coi vani là hương vị "mặc định" hoặc "đơn giản" của kem (xem "Plain vanilla").
Kem vani là hương vị kem phổ biến nhất ở Mỹ.

## Lịch sử
Vani lần đầu tiên được sử dụng bởi người México. Vào những năm 1500, những người chinh phục Tây Ban Nha đã khám phá México, họ thấy những người Trung Bộ châu Mỹ sử dụng vani trong đồ uống và thực phẩm. Hạt vani được đưa đến Tây Ban Nha bởi những người chinh phục. Ở Tây Ban Nha, "vani được sử dụng để tạo hương vị cho thức uống sô-cô-la kết hợp đậu cacao, vani, ngô, nước và mật ong". Thức uống này cuối cùng đã lan sang Pháp, Anh, và sau đó là toàn bộ châu Âu vào đầu những năm 1600. Năm 1602, Hugh Morgan, người bào chế thuốc của Nữ hoàng Elizabeth I khuyến cáo rằng vani nên được sử dụng riêng với cacao.
Kem có thể có nguồn gốc từ thời Nguyên vào thế kỷ 14. Có ghi nhận cho thấy kem đã được phục vụ tại triều đình Mogul. Ý tưởng sử dụng hỗn hợp nước đá và muối để làm lạnh kem là một phần của quá trình tạo ra kem có nguồn gốc từ châu Á. Phương pháp này lan rộng từ phương Đông sang châu Âu khi người Ả Rập và người Moors đến Tây Ban Nha, trong khoảng thời gian từ 711 đến 1492. Khi phương pháp làm lạnh trộn đá và muối đã lan sang châu Âu, người Ý đã biết làm kem theo cách đó. Vào đầu thế kỷ 18, công thức làm kem đã xuất hiện ở Pháp. Dựa theo Frozen Desserts: The Definitive Guide to Making Ice Creams, Ices, Sorbets, Gelati, and Other Frozen Delights, người Pháp đã biến kem thành một món ăn hoàn hảo hơn và phong phú hơn với việc thêm trứng hoặc lòng đỏ trứng vào công thức kem. Công thức làm kem đầu tiên được người Pháp ghi lại vào đầu thế kỷ thứ 18 không bao gồm lòng đỏ trứng. Tuy nhiên, đến giữa thế kỷ 18, công thức làm kem của Pháp bắt đầu bao gồm lòng đỏ trứng.
Khi việc sử dụng vani trong thực phẩm và đồ uống trở nên tách riêng với việc dùng chung cacao, nó trở nên nổi bật hơn trong các công thức nấu ăn của Pháp. Người Pháp đã sử dụng vani để hương vị kem vani của Pháp. Kem vani được giới thiệu đến Hoa Kỳ khi Thomas Jefferson phát hiện ra hương vị này ở Pháp và mang công thức đến Hoa Kỳ. Trong những năm 1780, Thomas Jefferson đã viết công thức riêng cho kem vani. Công thức được lưu trữ tại Thư viện Quốc hội Hoa Kỳ.

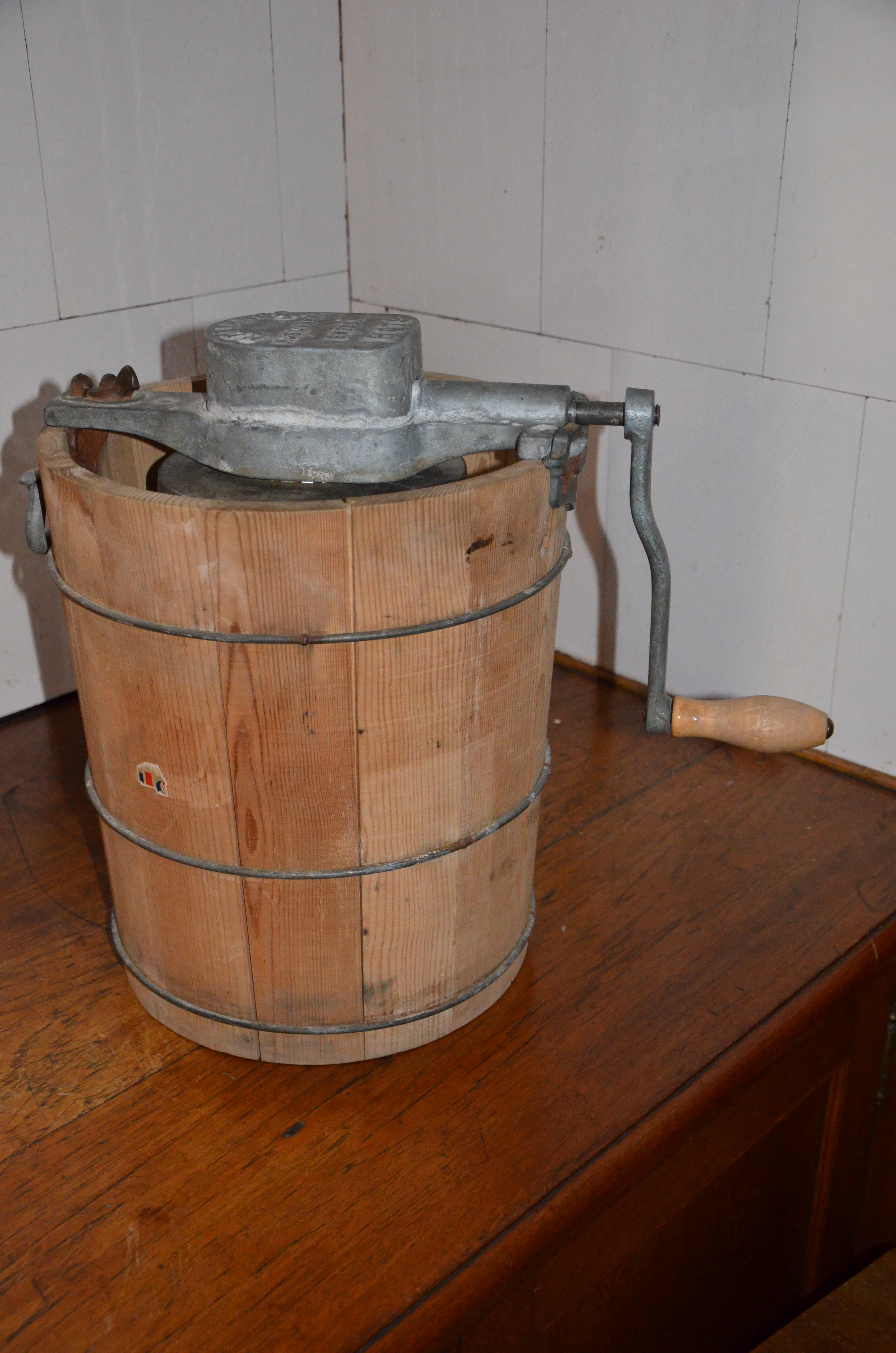
Vật dụng làm kem

## Sản xuất
Trong thế kỷ 18, tại Hoa Kỳ, để làm kem, các đầu bếp và người làm bánh kẹo cần một thùng gỗ lớn, một nồi đông lạnh bằng kim loại có nắp đậy, đá, muối và hỗn hợp kem mà họ dự định dùng để đóng băng. Quá trình bắt đầu với việc tìm đá có kích thước vừa đủ rồi trộn với muối và thêm hỗn hợp kem vào thùng. Kết hợp với nhau, nước đá và muối tạo ra hiệu ứng làm lạnh. Sau đó thêm hỗn hợp kem vào nồi đông lạnh và đậy nắp. Nồi đông lạnh được đặt vào thùng gỗ, nơi nó được khuấy và lắc để hòa quyện hỗn hợp kem. Thỉnh thoảng, nồi đông lạnh phải được mở ra, để kem đông lạnh có thể được lấy ra từ hai bên. Công việc được thực hiện bởi nô lệ và người hầu.
Năm 1843, Nancy M. Johnson đã phát minh ra máy làm kem đầu tiên có tay quay đặt ở bên ngoài bồn gỗ. Các tay quay dùng trộn kem vừa cạo kem đông lạnh ra khỏi các cạnh của nồi. Trước năm 1843, làm kem cần nhiều thời gian hơn. Tay quay ở bên ngoài bồn gỗ loại bỏ bước tháo nồi ra khỏi bồn gỗ, chỉ cần cạo kem trong nồi. Sau khi ứng dụng phát minh của Nancy Johnson, các công ty kem thương mại bắt đầu sử dụng các máy làm kem được cung cấp bởi máy chạy bộ chạy bằng ngựa, động cơ hơi nước và cuối cùng là động cơ điện. Những người làm kem tại nhà cũng bắt đầu sử dụng máy làm kem điện. Sản xuất kem phổ biến hơn khi đường trở nên rẻ hơn và nước đá dễ lấy hơn. Sau khi Nội chiến Hoa Kỳ kết thúc, giá kem ở Hoa Kỳ đã giảm và nhiều nhà bán buôn đã đẩy mạnh tham gia kinh doanh làm kem.

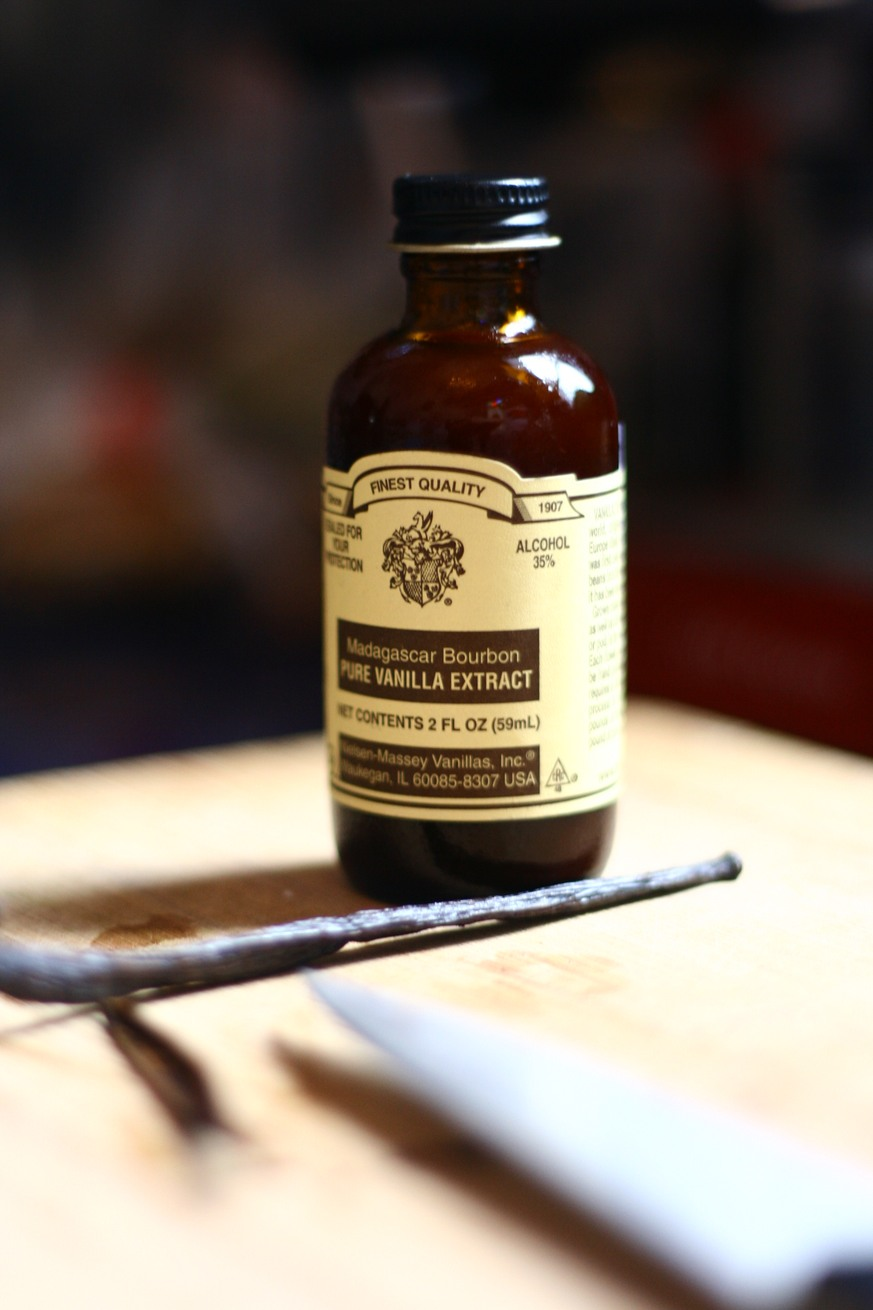
Tinh dầu Vani.

## Các loại hương liệu
Kem vani được tạo hương vị bằng hương liệu vani nhân tạo hoặc tự nhiên. Hương liệu nhân tạo chứa 100% vanillin, thành phần chính góp phần tạo nên hương vị của vani tự nhiên. Chiết xuất vani tự nhiên cũng chứa gần 200 hợp chất hơn ngoài vanillin. Các tính chất hóa học khác nhau của các hợp chất này có thể gây ra vấn đề tương thích với các chế phẩm kem khác nhau. Kem vani có thể được phân loại theo loại hương liệu được sử dụng. Nếu chiết xuất vani tự nhiên được sử dụng, thì sản phẩm được gọi là "kem vani". Nếu vanillin từ vani tự nhiên được sử dụng, thì sản phẩm được gọi là "kem có hương vani". Nếu vanillin nhân tạo được sử dụng, thì sản phẩm được dán nhãn là "kem vani có hương vị nhân tạo". Cục Quản lý Thực phẩm và Dược phẩm Hoa Kỳ phân loại kem vani thành ba loại: (1) kem chỉ chứa chiết xuất vani; (2) kem chứa 1 ounce (28 g) vani tổng hợp mỗi gallon (3,8 L) chiết xuất vani một lần; (3) kem chỉ chứa thành phần tổng hợp.